# Омфроапре
Омфроапре (фр. Amfroipret) насеље је и општина у североисточној Француској у региону Север-Па д Кале, у департману Север која припада префектури Авне сир Елп.
По подацима из 2011. године у општини је живело 228 становника, а густина насељености је износила 148,05 становника/km². Општина се простире на површини од 1,54 km². Налази се на средњој надморској висини од 146 метара (максималној 146 m, а минималној 125 m).

## Демографија
| 1962. | 1968. | 1975. | 1982. | 1990. | 1999. | 2011. |
| ----- | ----- | ----- | ----- | ----- | ----- | ----- |
| 150   | 157   | 148   | 150   | 173   | 156   | 228   |

График промене броја становника у току последњих година